# Ever Hernández
Francisco Éver Hernández Rodríguez (Santiago de María, 1958. december 11. – ) salvadori válogatott labdarúgó.

## Pályafutása

### Klubcsapatban
1972 és 1983 között a Santiagueño játékosa volt, melynek tagjaként 1980-ban megnyerte a salvadori bajnokságot. 1983 és 1991 között a FAS csapatában játszott és 1984-ben újabb bajnoki címet szerzett. 1986 és 1987 között az Alianzát erősítette. 

### A válogatottban
1979 és 1985 között 34 mérkőzésen szerepelt a salvadori válogatottban és 13 gólt szerzett. Részt vett az 1982-es világbajnokságon, ahol a Magyarország elleni csoportmérkőzésen kezdőként lépett pályára. Belgium és Argentína ellen nem kapott lehetőséget.

## Sikerei
Santiagueño
- Salvadori bajnok (1): 1979–80

CD FAS
- Salvadori bajnok (1): 1984